# El membrillo (película)
El membrillo, título original en francés La Balance, es una película de drama francesa dirigida por Bob Swaim y protagonizada por Nathalie Baye, Philippe Léotard, Tchéky Karyo, Maurice Ronet y Jean-Paul Comart. 
Fue ganadora en los Premios César a la Mejor Película, Mejor Actor y Mejor actriz, con un total de ocho nominaciones.

## Sinopsis
Nicole, una prostituta parisense, es utilizada por los polícias de la Brigada 13.ª para llegar a Dede, su novio, el cual les interesa para reemplazar a su antiguo soplón, liquidado por orden del capo de una peligrosa banda a la que la policía quiere detener a toda costa.

## Reparto
- Nathalie Baye - Nicole Danet
- Philippe Léotard - Dédé Laffont
- Richard Berry - Mathias Palouzi
- Christophe Malavoy - Tintin
- Maurice Ronet - Massina
- Tchéky Karyo - Petrovic
- Jean-Paul Comart - el belga
- Bernard Freyd - el capitán
- Albert Dray - Carlini
- Florent Pagny - Simoni
- Jean-Daniel Laval - Arnaud
- Luc-Antoine Diquero - Picard
- Anne-Claude Salimo - Sabrina
- Sam Karmann - Paulo Sanchez
- François Berléand - Inspector de la Mondaine